# Tisir Al-Antaif
Tisir Ahmed A. Al-Antaif (arabski:تيسير الأنتيف) (ur. 16 lutego 1974 w Dammam) – saudyjski piłkarz występujący na pozycji bramkarza. Mierzy 183 cm wzrostu. W swojej drużynie występował z numerem 22.

## Kariera

### Klubowa
Swoją karierę rozpoczynał w juniorskim zespole klubu Al-Ittifaq. W roku 1993 został włączony do pierwszej drużyny tego klubu. Grał tam przez siedem lat, po czym przeszedł do Al-Ahli. Po czterech latach gry w tym zespole zaczął występować w Al-Khaleej, skąd w roku 2005 trafił do swojego obecnego klubu. Z tą drużyną w sezonie 2006/2007 świętował zdobycie mistrzostwa Arabii Saudyjskiej, zaś sezon później zdobył Puchar Mistrzów Arabii Saudyjskiej.

### Reprezentacyjna
W reprezentacji zadebiutował w roku 1994. Był członkiem kadry Arabii Saudyjskiej na Mundialu 1998, w której jego kraj z jednym punktem na koncie zajął ostatnie miejsce w grupie C. Na tym turnieju Al-Antaif nie wystąpił w żadnym z trzech spotkań reprezentacji.